# Gouvernement Schüssel II
 (août 2023).
Si vous disposez d'ouvrages ou d'articles de référence ou si vous connaissez des sites web de qualité traitant du thème abordé ici, merci de compléter l'article en donnant les références utiles à sa vérifiabilité et en les liant à la section « Notes et références ».
IIe République
Schüssel I Gusenbauer
Le gouvernement Schüssel II (en allemand : Bundesregierung Schüssel II) est le gouvernement fédéral de la République d'Autriche entre le 28 février 2003 et le 11 janvier 2007, durant la vingt-deuxième législature du Conseil national.

## Coalition et historique
Dirigé par le chancelier fédéral conservateur sortant Wolfgang Schüssel, ce gouvernement est constitué et soutenu par une « coalition noire-bleue » entre le Parti populaire autrichien (ÖVP) et le Parti libéral autrichien (FPÖ). Ensemble, ils disposent de 97 députés sur 183, soit 53 % des sièges au Conseil national.
Il est formé à la suite des élections législatives anticipées du 24 novembre 2002.
Il succède au donc gouvernement Schüssel I, constitué d'une coalition identique.

### Formation
La participation du FPÖ, parti d'extrême droite nationaliste et populiste, contestataire par nature, conduit à de telles divisions internes que le chancelier Schüssel prononce la dissolution du Conseil national. La large victoire des conservateurs et l'effondrement des nationalistes n'empêchent pas l'alliance au pouvoir de conserver la majorité et d'être reconduite, après trois mois de négociations.
Le 17 avril 2005, une partie du FPÖ emmenée par Jörg Haider, son leader des vingt dernières années, fait sécession et fonde l'Alliance pour l'avenir de l'Autriche (BZÖ), qui continue de siéger avec le FPÖ à la chambre basse du Parlement fédéral. Wolfgang Schüssel choisit de remplacer le FPÖ par la BZÖ dans son équipe et forme une « coalition noire-orange ». C'est alors la première fois qu'un parti n'ayant participé à aucun scrutin rentre directement au gouvernement.

### Succession
Lors des élections législatives du 1er octobre 2006, le Parti social-démocrate d'Autriche (SPÖ) arrive en tête avec deux sièges de plus que l'ÖVP. Le maintien de la coalition au pouvoir étant impossible, de même qu'une nouvelle alliance des conservateurs avec le FPÖ, voire une formule à trois partis avec le FPÖ et la BZÖ, une « grande coalition » entre les sociaux-démocrates et l'ÖVP est constituée. Le président fédéral du SPÖ, Alfred Gusenbauer, forme alors son gouvernement plus de trois mois après le scrutin.

## Composition

### Initiale (28 février 2003)
- Par rapport au gouvernement Schüssel I, les nouveaux ministres sont indiqués en gras, ceux ayant changé d'attributions en italique.

| Fonction                                                                      | Nom | Nom                    | Parti |
| ----------------------------------------------------------------------------- | --- | ---------------------- | ----- |
| Chancelier fédéral                                                            |     | Wolfgang Schüssel      | ÖVP   |
| Vice-chancelier Ministre fédéral de la Sécurité sociale et des Générations    |     | Herbert Haupt          | FPÖ   |
| Ministre fédéral des Affaires étrangères                                      |     | Benita Ferrero-Waldner | ÖVP   |
| Ministre fédérale de l'Éducation, de la Science et de la Culture              |     | Elisabeth Gehrer       | ÖVP   |
| Ministre fédéral des Finances                                                 |     | Karl-Heinz Grasser     | Sans  |
| Ministre fédéral de la Santé et des Femmes                                    |     | Maria Rauch-Kallat     | ÖVP   |
| Ministre fédéral de l'Intérieur                                               |     | Ernst Strasser         | ÖVP   |
| Ministre fédéral de la Justice                                                |     | Dieter Böhmdorfer      | FPÖ   |
| Ministre fédéral de la Défense nationale                                      |     | Günther Platter        | ÖVP   |
| Ministre fédéral de l'Agriculture, des Forêts, de l'Environnement et des Eaux |     | Josef Pröll            | ÖVP   |
| Ministre fédéral des Transports, de l'Innovation et de la Technologie         |     | Hubert Gorbach         | FPÖ   |
| Ministre fédéral de l'Économie et du Travail                                  |     | Martin Bartenstein     | ÖVP   |

### Remaniement du21 novembre 2003
- Les nouveaux ministres sont indiqués en gras, ceux ayant changé d'attributions en italique.

| Fonction                                                                              | Nom | Nom | Parti |
| ------------------------------------------------------------------------------------- | --- | --- | ----- |
| Chancelier fédéral                                                                    |     | Wolfgang Schüssel                                                                                        | ÖVP   |
| Vice-chancelier Ministre fédéral des Transports, de l'Innovation et de la Technologie |     | Hubert Gorbach                                                                                           | FPÖ   |
| Ministre fédéral des Affaires étrangères                                              |     | Benita Ferrero-Waldner (jusqu'au 20/10/2004) Ursula Plassnik                                             | ÖVP   |
| Ministre fédérale de l'Éducation, de la Science et de la Culture                      |     | Elisabeth Gehrer                                                                                         | ÖVP   |
| Ministre fédéral des Finances                                                         |     | Karl-Heinz Grasser                                                                                       | Sans  |
| Ministre fédéral de la Santé et des Femmes                                            |     | Maria Rauch-Kallat                                                                                       | ÖVP   |
| Ministre fédéral de l'Intérieur                                                       |     | Ernst Strasser (jusqu'au 11/12/2004) Günther Platter (par intérim) Liese Prokop (à partir du 22/12/2004) | ÖVP   |
| Ministre fédéral de la Justice                                                        |     | Dieter Böhmdorfer (jusqu'au 24/06/2004) Karin Gastinger                                                  | FPÖ   |
| Ministre fédéral de la Défense nationale                                              |     | Günther Platter                                                                                          | ÖVP   |
| Ministre fédéral de l'Agriculture, des Forêts, de l'Environnement et des Eaux         |     | Josef Pröll                                                                                              | ÖVP   |
| Ministre fédéral de la Sécurité sociale et des Générations                            |     | Herbert Haupt (jusqu'au 24/01/2005) Ursula Haubner                                                       | FPÖ   |
| Ministre fédéral de l'Économie et du Travail                                          |     | Martin Bartenstein                                                                                       | ÖVP   |

#### Changement du17 avril 2005
| Fonction                                                                              | Nom | Nom                | Parti |
| ------------------------------------------------------------------------------------- | --- | ------------------ | ----- |
| Chancelier fédéral                                                                    |     | Wolfgang Schüssel  | ÖVP   |
| Vice-chancelier Ministre fédéral des Transports, de l'Innovation et de la Technologie |     | Hubert Gorbach     | BZÖ   |
| Ministre fédéral des Affaires étrangères                                              |     | Ursula Plassnik    | ÖVP   |
| Ministre fédérale de l'Éducation, de la Science et de la Culture                      |     | Elisabeth Gehrer   | ÖVP   |
| Ministre fédéral des Finances                                                         |     | Karl-Heinz Grasser | Sans  |
| Ministre fédéral de la Santé et des Femmes                                            |     | Maria Rauch-Kallat | ÖVP   |
| Ministre fédéral de l'Intérieur                                                       |     | Liese Prokop       | ÖVP   |
| Ministre fédéral de la Justice                                                        |     | Karin Gastinger    | BZÖ   |
| Ministre fédéral de la Défense nationale                                              |     | Günther Platter    | ÖVP   |
| Ministre fédéral de l'Agriculture, des Forêts, de l'Environnement et des Eaux         |     | Josef Pröll        | ÖVP   |
| Ministre fédéral de la Sécurité sociale et des Générations                            |     | Ursula Haubner     | BZÖ   |
| Ministre fédéral de l'Économie et du Travail                                          |     | Martin Bartenstein | ÖVP   |